# Lumerins

Wappen der Familie Lumerins

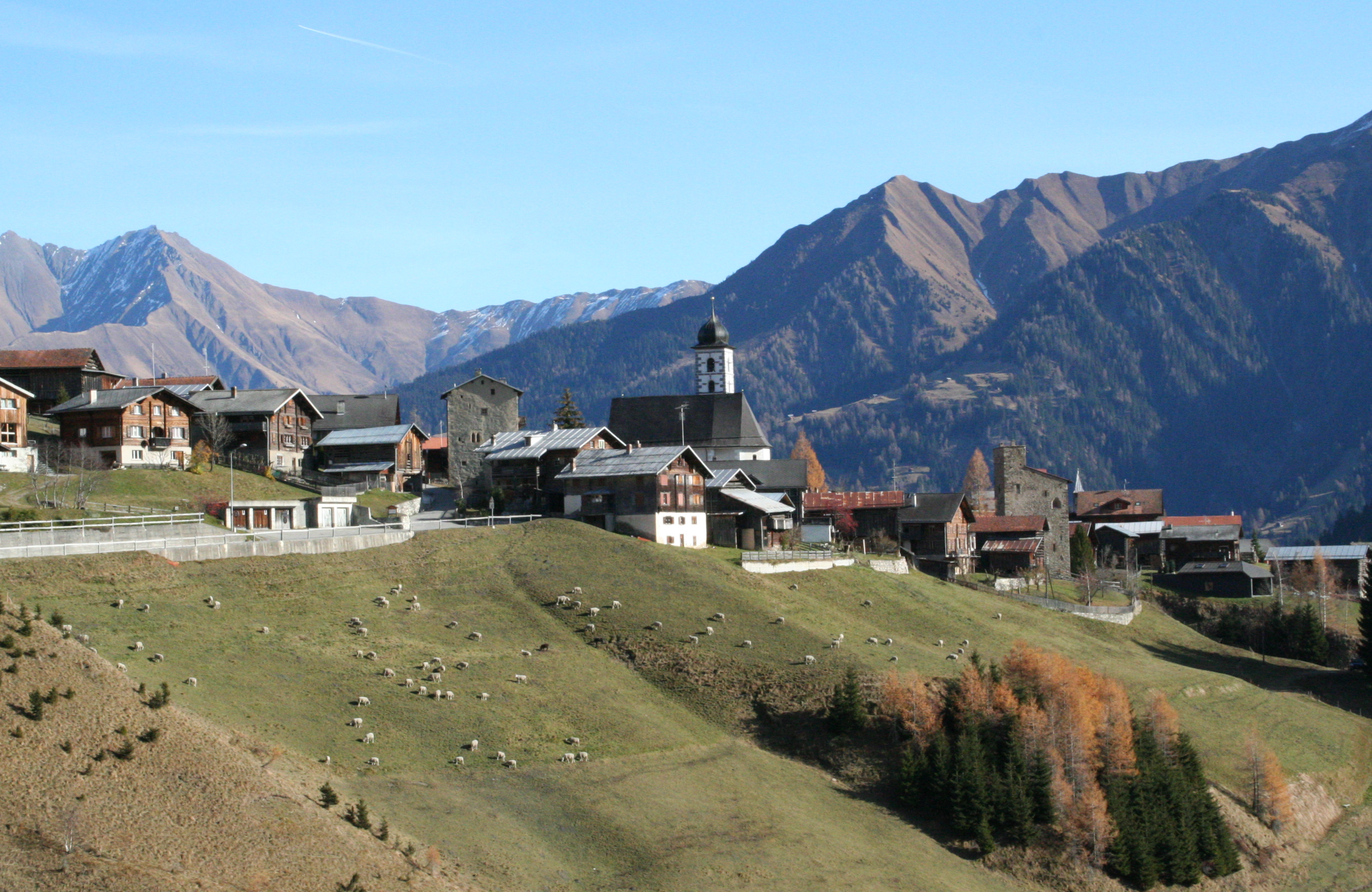
Lumbrein

Die Bündner Adelsfamilie de Lumerins (Lumerinser, Lumbrein, Lumbrins, Lumbrinser, Lumrins, Lumarin, Lumarins, Lombris, Lombriser, Lumbringser, Lumbrys, Lumerinß, Lambareno, Lombrixer, Lumbrinsser) stammt aus Lumbrein im Tal Val Lumnezia in der Surselva.

## Familie
Die Familie ist 1231 mit Henricus de Lumarins erstmals urkundlich erwähnt. Verschiedene Vertreter der Familie übten Ämter als Richter, Äbte, Vögte und Ministerialen aus. Die Lumerins gingen eheliche Verbindungen mit den führenden Bündner Herrschaftsfamilien wie den von Juvalt Capol, Mont, Fontana, von Planta und Sax-Misox ein.

## Wappen
Das Wappen der Lumarins zeigt auf grünem Grund einen silbernen Wellenpfahl. Es stellt die Teilung der Gemeinde durch den Fluss Glenner dar. Das Wappen ist heute das Gemeindewappen von Lumbrein. Das spätere Wappen der Lumerins zeigt auf blauem Grund einen grünen Wellenpfahl mit einem silbernen Fisch.

## Burgen
Die Familie de Lumerins hatte Ansprüche am Wohnturm Chisti am Dorfrand von Lumbrein (gebaut 1316), an den Schlössern Rietberg und Baldenstein im Domleschg sowie der Herrschaft Löwenberg.

## Vertreter
- Rugo und Richpert, erwähnt um 900

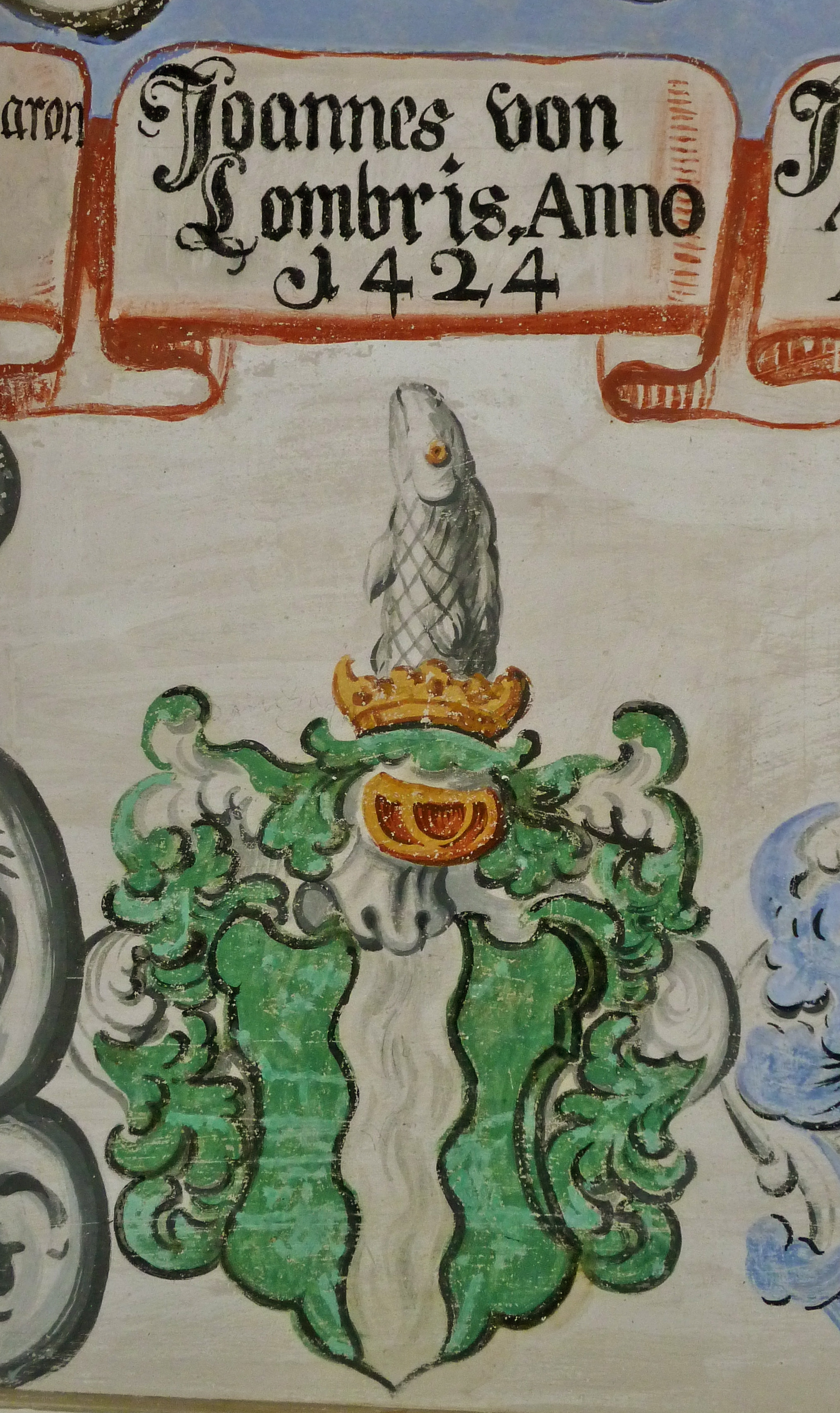
Wappen des Joannes (Hans) Lombris, erster Landrichter des Grauen Bundes

- Henricus, 1231, Zeuge für das Kloster St.Luzi
- Konrad (Cundrau), 1235–1247, Abt von Disentis. 1240 Stifter eines Beneficiums in der Kathedrale von Chur.
- Albertus, 1281 urkundlich als Zeuge erwähnt
- Burchardus, 1298 urkundlich als Zeuge erwähnt
- Redulfus, 1298 urkundlich als Zeuge erwähnt
- Johannes (der Ältere), 1320–1387, 1384–1385, Vogt im Lugnez im Auftrag der Sax-Misox, Vater von Hans, Christoffel, Heinrich und Martin. Verkaufte 1385 die Herrschaft Rietberg (Erbe seines Onkels Hans von Rietberg) an den Bischof von Chur.
- Christoph (Stoffel), Vogt von Burkart von Richenbach (seines Vetters) um 1448, erlaubt den Verkauf eines Hofes in Maienfeld an die Stadt.
- Hans, 1360 bis 1430, von 1388 bis 1400 Vogt des Lugnez im Auftrag der Sax-Misox, 1424 erster Landrichter des Grauen Bundes.
- Heinrich, kauft 1429 die Herrschaft Löwenberg in Schluein von den Herren von Werdenberg-Sargans. Verheiratet mit Katharina von Sax. Vater von Heinrich von Sax.
- Martin, 1391 mit seinen Brüdern Hans und Heinrich erwähnt in Sachen Verpfändung von Gütern in Müntinen.
- Benedikt (Benedict), 1410–1470, Hauptmann, 1451–1452 Landrichter, 1451 Vogt der Sax-Misox im Lugnez. 1451 Bündnis zwischen Grauen Bund und Engadin (Hartman Plant).
- Magdalena, Schwester von Benedikt, Wilhelm und Heinrich. Verheiratet mit Heinrich Fontana, Mutter von Benedikt Fontana.
- Hans (Hanss) (fälschlich auch als Niklaus Lombrins bezeichnet), 1460–1530, Sohn von Benedikt, 1484–1485 Landrichter, neun Jahre Vogt des Lugnezes für den Bischof von Chur und Bannermeister des Lugnez 1491–1499, 1499 Teilnehmer an der Calvenschlacht, 1513–1514 Kommissar im Veltlin. 1529 Vogt von Maienfeld.
- Albin, 1480–1540, Sohn von Hans, 1519 Kommissar im Veltlin.
- Wilhelm, 1450–1510, 1462 Richtspruch betreffend Herrschaft Tscherlach, 1472 Vogt im Auftrag der Sax-Misox, Landrichter 1483.
- Gudegn (Gaudenz), 1410–1470, erster Lumerins in Trun, verheiratet mit Anna, Vater von Hug, Badrut, Ragett und Claus.
- Hug, 1440–1510, 1492 Bannermeister der Cadi, 1495 Landrichter
- Badrutt, 1450–1520, 1500 Vorsteher der Cadi.
- Ragett, ca. 1450–1520, verh. mit Anna von Juvalt.
- Klaus (Claus), ca. 1460–1520, verh. mit Jeckna, Vater von Gaudenz und Konrad
- Anna, um 1500, verheiratet mit Wolf von Capol.
- Jöri, um 1545
- Lucius, gest. 1555, Ilanz, Hauptmann, Kommissar in Roveredo GR.
- Gaudenz (Gaudentz, Gudegn), 1516 erstmals erwähnt, gest. 1549, von Zignau, Sohn des Klaus, verh. mit Afra, 1516 sowie 1527–1533 und 1535–1536 Landammann von Disentis, Teilnehmer am 2. Müsserkrieg um 1531, 1537–1549 mehrfach Landrichter des Grauen Bundes, 1540 Hofmeister im Kloster Disentis. Er ertrank auf der Rückkehr von einer Gesandtschaft im oberen Zürichsee während eines Sturms, der sein Schiff zum Sinken brachte.
- Konrad (Conrad, Cundrau), 1520 erstmals erwähnt, letztmals 1539, Bruder von Gaudenz, von Zignau, verheiratet mit Barbara Cäcilia von Sax-Misox, 1520–1536 mehrfach Landammann von Disentis, 1523–1525 Podestà in Morbegno (Veltlin), 1534–1535 Landrichter des Grauen Bundes, 1537–1539 Landeshauptmann des Veltlins.